# Никодим
Никодим (на гръцки: Νικόδημος; на латински: Nicodemus, Nikodemos, Nikodemus, * 1 век пр.н.е. – 1 век) е таен ученик на Иисус Христос. Той е споменат в Евангелието от Йоан в Новия завет на Библията. Името му означава „Победител от народа“.
Никодим е автор на апокрифното евангелие Acta Pilati, наречено Никодимово евангелие (EvNik).
Според Йоан 3,1 EU Никодим е от юдейската група на фарисеиите и е наречен Вожд на юдеите. Той разговаря с Иисус (Йоан 3,8 EU), застъпва се за Иисус (Йоан 7,50 – 52 EU) пред еврейските авторитети. При полагането на Иисус в гроба Никодим донася голямо количество миро (смола) и алое (около 100 пфунда) за помазване на трупа (Йоан 19,39 EU).
В православната църква Никодим е честван на 2 август. В католическата църква Никодим е честван като Светия на 3 август.
- Христос и Никодим 
(Александър Иванов, 1850-е г.)
- Никодим, скулптура в църквата Грос Св. Мартин, Кьолн